# Walter VI. z Brienne
Walter VI. z Brienne (francouzsky Gautier VI de Brienne, 1302 – 19. září 1356 Poitiers) byl hrabě z Brienne, Lecce a Conversana a francouzský konetábl.

## Život
Narodil se jako jediný syn Waltera z Brienne a Johany, dcery Waltera V. ze Châtillonu. Po smrti otce na bitevním poli získal okleštěné dědictví v podobě panství Argu a Nauplia. S pomocí Benátčanů se marně pokoušel o dobytí ztraceného majetku a poté vstoupil do služeb neapolského krále. Ani s anjouovskou pomocí se mu nepodařilo znovu získat otcova hrabství. Následovalo nezdařené angažmá ve Florencii, odkud nakonec uprchl na francouzský dvůr. V květnu 1356 jej král jmenoval konetáblem. Padl v bitvě u Poitiers a byl pohřben společně se svými dvěma dcerami v premonstrátském klášteře Beaulieu. Neměl žádné přeživší potomstvo a tak se dědici staly sestřiny děti.